# Gene Anderson
Eugene Irving Anderson, detto Gene (Crothersville, 5 ottobre 1917 – Franklin, 11 giugno 1999), è stato un cestista statunitense, professionista nella NBL.

## Carriera
Giocò per tre stagioni nella NBL, disputando complessivamente 71 partite con 4,6 punti di media.